# Grzmiąca (powiat białobrzeski)
Grzmiąca – wieś w Polsce położona w województwie mazowieckim, w powiecie białobrzeskim, w gminie Wyśmierzyce.
Przez miejscowość przebiega droga krajowa nr 48.
| SIMC    | Nazwa            | Rodzaj    |
| ------- | ---------------- | --------- |
| 0641897 | Grzmiąca-Kolonia | część wsi |

Wieś szlachecka położona była w drugiej połowie XVI wieku w powiecie bielskim ziemi rawskiej województwa rawskiego.
W latach 1954–1968 wieś należała i była siedzibą władz gromady Grzmiąca, po jej zniesieniu w gromadzie Wyśmierzyce. W latach 1975–1998 miejscowość należała administracyjnie do województwa radomskiego.
Wierni Kościoła rzymskokatolickiego należą do parafii św. Teresy z Ávili w Wyśmierzycach.